# Беспалова, Ирина Николаевна
Беспалова Ирина Николаевна (31 июля 1981, Архангельск) — российская пловчиха. Участница Летних Олимпийских игр 2008 и 2012, победитель Всемирной Летней Универсиады (2001), многократная призерка чемпионатов мира среди военнослужащих, чемпионка России. Мастер спорта России международного класса. Тренер — Михаил Горелик.